# 段田安則
段田 安則（だんた やすのり、1957年1月24日 - ）は、日本の俳優・声優・ナレーター・司会者。京都府京都市山科区（出生当時は東山区）出身。シス・カンパニー所属。

## 来歴
京都市立花山中学校、龍谷大学付属平安高等学校卒業。
立命館大学文学部日本文学専攻中退後、劇団青年座附属の青年座研究所に入所、第5期生として1981年卒業。同年、野田秀樹主宰の「夢の遊眠社」入団、1992年の劇団解散まで主力俳優として活動。
1996年、『ふたりっ子』で主人公の父親役を好演（同作以降、大石静脚本の常連出演者である）。シリアスもコミカルも巧みにこなす名バイプレイヤーとして活躍。2009年の『夜の来訪者』では演出にも挑戦した。
大河ドラマでは『秀吉』（1996年）と『真田丸』（2016年）とで、2度、滝川一益を演じている。

## 人物
高校時代から、月に1回京都会館で文学座、劇団俳優座、劇団民藝などが行う公演を見に行っており、大学中退後文学座に入りたいと思い京都から東行したものの文学座は入れてくれず、次いで青年座の養成所にも行ったものの劇団には残れず、唯一募集していた夢の遊眠社に加入したものの、東京大学に部室があり、学生演劇のようであったため「しくじった」と思ったという。
中学時代は野球部で、プロ野球はかつて阪急ブレーブスの福本豊が好きだったというが、球団が身売り後は特に阪神タイガースのファンとなり、自身の出世作となった『ふたりっ子』でも熱烈な阪神ファンという役柄を演じた。阪神の試合を全試合録画して見る程熱心だが、2020年時点では「負けやがれ」と思いながら見ているとのこと。甲子園にも時々行くが、阪神ファンが激しく応援している中には、なかなか入って行けないという。
高校時代、エラリー・クイーンなどの小説を読んでいたが、車を運転するようになり20年ほど読書をしていなかった。しかし2019年に、乗り合わせた電車が偶然止まった際に目に止まった東野圭吾の推理小説の宣伝をきっかけに同書を購入、それ以来推理小説にハマり、宮部みゆきなどの著書を愛読するようになった。

## 出演

### 舞台

#### 夢の遊眠社
※すべて野田秀樹の作・演出。
- 走れメルス 少女の唇からはダイナマイト!（1981、1983、1986年）
- ゼンダ城の虜 苔むす僕らが嬰児の夜（1981、1982、1992年）
- 怪盗乱魔 亭主と間男の共存できる家族制度を求めて（1982年）
- 野獣降臨（1982、1984、1987年）
- 大脱走 太田幸司さん、いかがおすごしですか（1983年）
- 小指の思い出（1983、1986年）
- 瓶詰のナポレオン（1984年）
- 回転人魚 あなたのお名前なんてーの?（1984年）
- 白夜の女騎士（1985、1986年）
- 彗星の使者（1985、1986、1988年）
- 宇宙蒸発（1985、1986年）
- 明るい冒険 見よ、ポロロッカ空に逝く!（1987年）
- 半神（1988年）
- 贋作・桜の森の満開の下（1989年）
- 三代目、りちゃあど（1990年）
- 透明人間の蒸気（1991年）

#### その他
1988年
- イヌの仇討（こまつ座、作：井上ひさし 演出：木村光一）

1989年
- BROKEN（暴君）四谷怪談（上杉祥三プロデュースチーム、原作：鶴屋南北 脚本・演出：上杉祥三）

1991年
- リア王（ポイント東京、作：ウィリアム・シェイクスピア 演出：蜷川幸雄）

1992年
- 陽だまりの樹（銀座セゾン劇場、脚本：横内謙介 演出：杉田成道）

1993年
- LOVE LETTERS（パルコ、作：A.R.ガーニー（英語版） 演出：青井陽治）
- かやくごはん（スリー・ポンポン'ズ、作：大谷亮介 演出：綾田俊樹）

1995年
- 陽だまりの樹（銀座セゾン劇場、脚本：横内謙介 演出：杉田成道）

1996年
- 赤鬼（NODA・MAP、作・演出：野田秀樹）

1997年
- 深川しぐれ（東宝、脚本：マキノノゾミ 演出：栗山民也）
- マクベス（メジャーリーグ、作：ウィリアム・シェイクスピア 演出：アレキサンドル・ダリエ）

1998年
- 陽だまりの樹（銀座セゾン劇場、脚本：横内謙介 演出：杉田成道）

1999年
- 出雲の女 うさぎ一座物語（東宝、脚本：小幡欣治、宮永雄平 演出：小林俊一）

2000年
- ニジンスキー（パルコ、作：ウィリアム・ルース 演出：ジョン・デリンジャー）
- 夜への長い旅路（新国立劇場、作：ユージン・オニール 演出：栗山民也）

2001年
- 新橋ラプソディー（東宝、作：鈴木聡 演出：栗山民也）
- 二人の噺〜The two men's story〜（パルコ、作・演出：福島三郎）
- ジキル&ハイド（東宝、脚本：レスリー・ブリッカス 演出：山田和也）

2002年
- 櫻の園（新国立劇場、作：アントン・チェーホフ 演出：栗山民也）
- おかしな2人 男編（シス・カンパニー、作：ニール・サイモン 演出：鈴木裕美）

2003年
- 春は爛漫（東宝、作：松原敏春 演出：栗山民也）
- 二人の噺〜The two men's story〜（パルコ、作・演出：福島三郎）

2004年
- 美しきものの伝説（シス・カンパニー、作：宮本研 演出：マキノノゾミ）
- おもろい女（東宝、作：小野田勇 演出：三木のり平、本間忠良）

2005年
- 幻に心もそぞろ狂おしのわれら将門（Bunkamura、作：清水邦夫 演出：蜷川幸雄）
- 箱根強羅ホテル（新国立劇場、作：井上ひさし 演出：栗山民也）
- 贋作・罪と罰（NODA・MAP、作・演出：野田秀樹）

2006年
- おもろい女（東宝、作：小野田勇 演出：三木のり平、本間忠良）
- ヴァージニア・ウルフなんかこわくない？（シス・カンパニー、作：エドワード・オールビー 演出：ケラリーノ・サンドロヴィッチ）
- 獏のゆりかご（シス・カンパニー、作・演出：青木豪）
- タンゴ・冬の終わりに（Bunkamura、作：清水邦夫 演出：蜷川幸雄）

2007年
- 藪原検校（ホリプロ/Bunkamura、作：井上ひさし 演出：蜷川幸雄）
- ロマンス（こまつ座/シス・カンパニー、作：井上ひさし 演出：栗山民也）

2008年
- 二人の約束〜The Two Men's Promise〜（パルコ、作・演出：福島三郎）
- どん底（Bunkamura、原作：マキシム・ゴーリキー 上演台本・演出：ケラリーノ・サンドロヴィッチ）
- 舞台は夢 イリュージョン・コミック（新国立劇場、作：ピエール・コルネイユ 演出：鵜山仁）

2009年
- 夜の来訪者（英語版）（シス・カンパニー、作：J・B・プリーストリー 翻案：内村直也 演出：段田安則）
- 怪談 牡丹燈籠（シス・カンパニー、作：大西信行 演出：いのうえひでのり）
- バンデラスと憂鬱な珈琲（シス・カンパニー、作：マギー、福田雄一 演出：マギー）

2010年
- 2人の夫とわたしの事情（シス・カンパニー、作：サマセット・モーム 演出：ケラリーノ・サンドロヴィッチ）
- 叔母との旅（シス・カンパニー、原作：グレアム・グリーン、作：ジャイルズ・ハヴァガル 演出：松村武）

2011年
- 大人は、かく戦えり（シス・カンパニー、作：ヤスミナ・レザ 演出：マギー）
- 国民の映画（パルコ、作・演出：三谷幸喜）
- 泣き虫なまいき石川啄木（シス・カンパニー、作：井上ひさし 演出：段田安則）
- その妹（シス・カンパニー、作：武者小路実篤 演出：河原雅彦）

2012年
- 朗読『宮沢賢治が伝えること』（シス・カンパニー、構成：岩下尚史 演出：栗山民也）
- 温室（新国立劇場、作：ハロルド・ピンター 演出：深津篤史）
- 叔母との旅（シス・カンパニー、原作：グレアム・グリーン、作：ジャイルズ・ハヴァガル 演出：松村武）

2013年
- ホロヴィッツとの対話（パルコ、作・演出：三谷幸喜）
- OPUS/作品（新国立劇場、作：マイケル・ホリンガー 演出：小川絵梨子）
- グッドバイ（シス・カンパニー、作：北村想 演出：寺十吾）

2014年
- 国民の映画（パルコ、作・演出：三谷幸喜）
- 抜目のない未亡人（シス・カンパニー、原作：カルロ・ゴルドーニ 上演台本・演出：三谷幸喜）
- 火のようにさみしい姉がいて（シス・カンパニー、作：清水邦夫 演出：蜷川幸雄）

2015年
- 三人姉妹（シス・カンパニー、作：アントン・チェーホフ 上演台本・演出：ケラリーノ・サンドロヴィッチ）
- 草枕（シス・カンパニー、作：北村想 演出：寺十吾）
- 喜劇 有頂天旅館（松竹、作：北條秀司 演出：齋藤雅文）

2016年
- 元禄港歌 千年の恋の森（Bunkamura、作：秋元松代 演出：蜷川幸雄）
- コペンハーゲン（シス・カンパニー、作：マイケル・フレイン 演出：小川絵梨子）
- 遊侠 沓掛時次郎（シス・カンパニー、作：北村想 演出：寺十吾）
- 三婆（松竹、脚本：小幡欣治 演出：齋藤雅文）

2017年
- 不信 〜彼女が嘘をつく理由（パルコ、作・演出：三谷幸喜）※3月上演
- ワーニャ伯父さん（シス・カンパニー、作：アントン・チェーホフ 上演台本・演出：ケラリーノ・サンドロヴィッチ）※8月上演

2018年
- 夢の裂け目（新国立劇場、作：井上ひさし 演出：栗山民也）※6月上演

2019年
- LIFE LIFE LIFE 〜人生の3つのヴァージョン〜（bunkamuraシアターコクーン・作：ヤスミナ・レザ 上演台本・演出：ケラリーノ・サンドロヴィッチ）
- シス・カンパニー公演 『死と乙女』（作：アリエル・ドーフマン 翻訳：浦辺千鶴 出演：宮沢りえ、堤真一）
- 風博士（世田谷パブリックシアター、 作：北村想 演出：寺十吾 音楽：坂本弘道 出演：中井貴一、吉田羊、趣里、林遣都、松澤一之、渡辺えり、内藤裕志、大久保祥太郎） ※11月30日 - 12月28日上演

2020年
- 風博士（森ノ宮ピロティホール、作：北村想 演出：寺十吾 音楽：坂本弘道 出演：中井貴一、吉田羊、趣里、林遣都、松澤一之、渡辺えり、内藤裕志、大久保祥太郎） ※1月8日 - 1月13日上演
- 女の一生（新橋演舞場、作：森本薫 演出：段田安則 出演：大竹しのぶ)   ※11月2日 - 26日上演

2022年
- セールスマンの死 (パルコ、作 : アーサー・ミラー、演出 : ショーン・ホームズ)   ※4月4日 - 29日パルコ劇場ほか上演[6]
- ザ・ウェルキン（シス・カンパニー、作：ルーシー・カークウッド、演出：加藤拓也）-  声の出演[7]
- 女の一生（新橋演舞場、作 : 森本薫、演出 : 段田安則、出演 :大竹しのぶ他）[8]

2023年
- 帰ってきたマイ・ブラザー（シス・カンパニー、作 : マギー、演出 : 小林顕作）※4月1日 - 6月30日世田谷パブリックシアターほか上演[9]
- シラの恋文（シス・カンパニー、作 : 北村想、演出 : 寺十吾、出演 : 草彅剛他) ※2023年12月 - 2024年1月京都劇場ほか上演予定[10]

2024年
- リア王  (パルコ、作 : ウィリアム・シェイクスピア、演出 : ショーン・ホームズ)    ※2024年3月東京芸術劇場プレイハウスほか上演予定[11]
- 夫婦パラダイス〜街の灯はそこに〜（シス・カンパニー、作：北村想、演出：寺十吾）[12]

2025年
- やなぎにツバメは（シス・カンパニー、作：横山拓也、演出：寺十吾）[13]
- 星の降る時（パルコ、作：べス・スティール、演出：栗山民也）[14]

### テレビドラマ
- 新春ドラマスペシャル 女たちの森（1987年、フジテレビ）
- 水曜ドラマスペシャル モモ子シリーズ5・サザエ・ロード巡礼（1987年、TBS）
- 銀河テレビ小説（NHK）
  - まんが道 青春編（1987年） - 中上記者 役
  - しあわせ志願（1988年） - 辻 役
- オヨビでない奴! 第19話（1987年、TBS） - 巡査 役
- パパは年中苦労する（1988年、TBS）
- あぶない雑居カップル（1988年、テレビ朝日）
- 君の瞳に恋してる!（1989年、フジテレビ）
- ママハハ・ブギ（1989年、TBS）
- 愛し方がわからない（1989年、TBS） - 野口俊一 役
- 予備校ブギ（1990年、TBS） - キャバクラの店員 役
- さすらい刑事旅情編II 第11話「湯煙り伊豆に消えた美人留学生」（1989年、テレビ朝日）
- 世にも奇妙な物語 第1シリーズ 「ロッカー」（1990年、フジテレビ） - 佐口邦夫 役
- ザ・刑事 第13話（1990年、テレビ朝日） - 中村隆一 役
- 大河ドラマ（NHK総合）
  - 翔ぶが如く（1990年） - 金太 役
  - 太平記（1991年） - 北条仲時 役
  - 秀吉（1996年） - 滝川一益 役
  - 真田丸（2016年） - 滝川一益 役
  - 光る君へ 第1回 - 第14回（2024年1月7日 - 4月7日） - 藤原兼家 役[15]
- しあわせの決断（1992年、フジテレビ） - 矢野 役
- D坂殺人事件 名探偵明智小五郎誕生 名探偵明智が挑む猟奇殺人の謎!!闇に浮かぶ白い肌…（1992年、フジテレビ）
- 眠れない夜をかぞえて（1992年、TBS）
- 振り返れば奴がいるスペシャル「最後の戦い」（1993年12月29日、フジテレビ） - 相楽 役
- 泣きたい夜もある（1993年、毎日放送 / TBS）
- 土曜ワイド劇場 探偵事務所シリーズ（1994年 - 1999年、テレビ朝日） - 松井健次 役
- スウィート・ホーム（1994年、TBS） - 吉永英世 役
- 長男の嫁（1994年、TBS） - 中村裕二郎 役
- 連続テレビ小説（NHK総合）
  - ぴあの（1994年） - 柴田嘉明 役
  - ふたりっ子（1996年 - 1997年） - 野田光一 役
  - オードリー（2000年 - 2001年） - 佐々木春夫 役
  - カムカムエヴリバディ（2021年11月1日 - 12月23日） - 雉真千吉 役[16]
- 私の運命（1994年 - 1995年、TBS） - 佐藤守 役
- 私は貝になりたい（1994年、TBS）
- 月曜ドラマスペシャル（TBS）
  - 松本清張サスペンス 黒い画集・証言（1992年） - 杉山孝三 役
  - 松本清張特別企画・父系の指（1995年）
  - 辞めてたまるか!（1997年）
  - 刑事クマさん（1998年）
- 正義は勝つ（1995年、フジテレビ） - 石田学 役
- 冠婚葬祭部長（1996年、TBS） - 石澤勝彦 役
- 君と出逢ってから（1996年、TBS） - 梶原学 役
- オトナの男（1997年、TBS） - 成瀬仁 役
- 聖者の行進（1998年、TBS） - 竹上光輔 役
- PU-PU-PU-（1998年、TBS） - 丹下親雄 役
- グッドニュース（1999年、TBS） - 沢村太一 役
- OUT〜妻たちの犯罪〜（1999年、フジテレビ） - 香取良樹 役
- 終のすみか（1999年、NHK総合）
- 意地悪ばあさんリターンズ 伝説のばあさんVS湾岸署スリーアミーゴス意地悪バトル（1999年10月12日、フジテレビ）
- 大地の産声が聞こえる-15才 いちご薄書-（2000年、日本テレビ）
- 果つる底なき（2000年、フジテレビ） - 西口淳 役
- ラブコンプレックス（2000年、フジテレビ） - 松方健二郎 役
- ムコ殿（2001年、フジテレビ） - 箱崎乙彦 役
- 強行犯捜査第七係（2002年、NHK総合）
- スーパー時代劇 陰陽師☆安倍晴明〜王都妖奇譚〜（2002年、フジテレビ）
- 金曜エンタテイメント（フジテレビ）
  - 実録 福田和子（2002年）
  - 松本清張スペシャル・黒い樹海（2005年） - 西山太郎 役
- 火曜サスペンス劇場 十二月の花嫁（2002年、日本テレビ）
- GOOD LUCK!!（2003年、TBS） - 太田健三郎 役
- われ、晩節を汚さず〜新夫婦善哉〜（2003年、NHK総合）
- 月曜ミステリー劇場 第三の時効シリーズ（TBS） - 楠見班長 役
  - 第三の時効（2003年）
  - ペルソナの微笑（2004年）
  - 囚人のジレンマ（2004年）
  - モノクロームの反転（2005年） - 主演
- 愛するために愛されたい（2003年、TBS）
- Stand Up!!（2003年、TBS系） - 浅井京平 役
- ライオン先生（2003年、よみうりテレビ） - 安藤秀彦 役
- 流転の王妃・最後の皇弟（2003年、テレビ朝日） - 工藤正二中将 役
- 新しい風（2004年、TBS）
- 新春ドラマスペシャル ナニワ金融道6（2005年、フジテレビ） - 浴田山海 役
- 逃亡者 木島丈一郎（2005年、フジテレビ） - 稲垣管理官 役
- 秘太刀 馬の骨（2005年、NHK総合）
- 終戦60年スペシャルドラマ 火垂るの墓（2005年、日本テレビ）
- 演歌の女王（2007年、日本テレビ）
- こんにちは、母さん（2007年、NHK総合）
- あんみつ姫の大冒険!（2008年、フジテレビ）
- 再生の町（2009年、NHK総合）
- 不毛地帯（2009年 - 2010年、フジテレビ） - 貝塚防衛庁官房長 役
- 泣かないと決めた日（2010年1月 - 2010年3月、フジテレビ） - 梅沢仁 役
- セカンドバージン（2010年10月 - 12月、NHK総合） - 向井肇 役
- 獣医ドリトル（2010年10月31日、TBS） - 門田義満 役
- 余命3ヶ月を、生きる（2011年3月、フジテレビ） - 高倉義和 役
- それでも、生きてゆく（2011年7月 - 9月、フジテレビ） - 日垣誠次 役
- たぶらかし-代行女優業・マキ-（2012年4月 - 6月、読売テレビ） - 松平トキタダ 役
- 浪花少年探偵団（2012年7月 - 9月、TBS） - 漆崎進 役
- 大奥〜誕生［有功・家光篇］（2012年10月 - 12月、TBS） - 松平信綱 役
- ドクターX〜外科医・大門未知子〜（テレビ朝日）
  - 第1期（2012年10月 - 12月） - 鳥井高 第二外科部長・教授 役
  - 第5期（2016年10月13日 - 12月22日） - 鳥井高 外科副部長 役
- 松本清張没後20年・ドラマスペシャル 熱い空気（2012年12月22日、テレビ朝日） - 稲村達也 役
- 救命病棟24時 第5シリーズ（2013年7月 - 9月、フジテレビ） - 最上透 役
- ドラマスペシャル クロハ〜機捜の女性捜査官〜（2015年2月22日、テレビ朝日） - 杉泰男 役
- 64（ロクヨン）（2015年4月18日 - 、NHK総合） - 雨宮芳男 役
- 石の繭（2015年8月16日 - 9月13日、WOWOW） - 神谷太一 役
- 金曜プレミアムスペシャルドラマ 私という名の変奏曲（2015年10月2日、フジテレビ） - 笹原信雄 役
- ドラマスペシャル ストレンジャー〜バケモノが事件を暴く〜（2016年3月27日、テレビ朝日） - 前島康夫 役[17]
- 遺留捜査（テレビ朝日）- 桧山亘 役
  - 第4シリーズ（2017年7月13日 – 9月14日）
  - 第5シリーズ（2018年7月12日 – 9月13日（第1話〈回想〉）
  - SP第6弾（2019年2月24日）
- 就活家族〜きっと、うまくいく〜（2017年、テレビ朝日） - 天谷五郎 役
- 月曜名作劇場 オバチャン保険調査員 赤宮楓のマル秘事件簿（2017年、TBS） - 丸田誠司 役
- 新春ドラマスペシャル 娘の結婚（2018年1月8日、テレビ東京） - 柴山善郎 役
- Heaven? 〜ご苦楽レストラン〜（2019年7月9日、TBS） - 小澤幸應 役
- プレミアムドラマ 令和元年版 怪談牡丹燈籠（2019年10月6日- 10月27日、NHK BSプレミアム） - 伴蔵（ともぞう）役
- 蝶の力学 殺人分析班  (2019年11月17日-12月22日)  -神谷太一役
- 半沢直樹（2020年、TBS） - 紀本平八 役
- 六畳間のピアノマン（2021年2月6日 - 27日、NHK総合） - 夏野泰造 役
- 桜の塔（2021年4月15日 - 6月10日、テレビ朝日） - 荒牧雄彦 役
- 和田家の男たち（2021年10月22日 - 、テレビ朝日） - 和田寛 役[18]
- 忠臣蔵狂詩曲No.5 中村仲蔵 出世階段（2021年12月4日・11日、NHK BSプレミアム / NHK BS4K） - 金井三笑 役[19]
- 邪神の天秤　公安分析班（2022年2月13日 - 4月17日、WOWOW）- 神谷太一 役
- ブラックペアン シーズン2（2024年7月7日 - 9月15日、TBS） - 菅井達夫 役[20]
- ザ・トラベルナース 第2シリーズ 第5話（2024年11月14日、テレビ朝日） - 五味武久 役
- しあわせな結婚（2025年7月17日 - 、テレビ朝日） - 鈴木寛 役[21]

### 映画
- 永遠の1/2（1987年、東宝）
- 香港パラダイス（1990年、東宝） - 横山 役
- 寒椿（1992年、東映） - 英次 役
- カラオケ（1999年、テアトル） - 主演・児玉泉 役
- 川の流れのように（2000年） - 森下哲夫 役
- 千年の恋 ひかる源氏物語（2001年、東映） - 藤原惟規 役
- 東京原発（2002年） - 津田副知事 役
- サヨナラCOLOR（2005年） - 鈴木雅夫 役
- 罪とか罰とか（2009年） - 加瀬吾郎 役
- ニセ札（2009年） - 戸浦文夫 役
- 僕らのワンダフルデイズ（2009年） - 栗田薫 役
- HOME 愛しの座敷わらし（2012年、東映） - 岩井 役
- ガール（2012年）
- 臨場・劇場版（2012年、東映）
- ギャラクシー街道（2015年、東宝） - ハシモト 役[22]
- Fukushima 50（2020年、松竹） - 東都電力 フェロー 役
- ミステリと言う勿れ（2023年、東宝） - 車坂義家 役[23]

### バラエティ・教養番組
- 第48回NHK紅白歌合戦（1997年、NHK総合） - 『ふたりっ子』出演者とオーロラ輝子の応援で曲紹介
- 鶴瓶のスジナシ第一回　(1998年、CBC)
- アートエンターテインメント 迷宮美術館（2006年 - 2008年、NHK） - 司会
- 二人の食卓 〜ありがとうのレシピ〜（2010年4月17日、テレビ朝日）
- 秘密のケンミンSHOW（読売テレビ）
- ネプリーグ（フジテレビ）
  - 2006年8月28日 俳優チーム
  - 2009年2月2日 夜の来訪者チーム
  - 2010年8月9日 叔母との旅チーム
  - 2014年6月23日 抜目のない未亡人チーム
- おじさんスケッチ（2010・2011年、フジテレビ）
- くりぃむクイズミラクル9（2022年3月2日）
- 明日をまもるナビ（2023年1月15日、NHK）
- 林家正蔵の演芸図鑑（2025年2月16日・2月23日、NHK総合） - 対談ゲスト

### CM
- タウンページ（1989年）- 関西版
- 日産・エルグランド（2007年） - ナレーター
- サントリー 金麦（2007年 - ） - ナレーター
- 武田薬品工業・ベンザ
- 日本火災（現：損保ジャパン日本興亜）
- 黄桜・呑
- 日本マクドナルド ひるマック（2021年3月 - ）[24]
- MSD株式会社  65歳からの肺炎予防 （2023年8月 - ）[25]

### 声の出演
- ムーミン パペット・アニメーション（2011年7月25日 - 29日、NHK BSプレミアム）
- 2時間で回る大英博物館 究極の完全ガイド  (2012年3月21日、NHK BSプレミアム)
- 新日曜名作座（2025年8月 - 、NHKラジオ第1） - レギュラー[26]

### 配信ドラマ
- しあわせな結婚 -スピンオフ-（2025年7月31日、TELASA） - 鈴木寛 役[27]

## 受賞歴
- 第30回（2004年度） 菊田一夫演劇賞 （『おもろい女』『幻に心もそぞろ狂おしのわれら将門』）
- 第6回（2006年度） 朝日舞台芸術賞（『ヴァージニア・ウルフなんかこわくない?』『タンゴ、冬の終わりに』など）
- 第14回（2006年度） 読売演劇大賞 大賞・最優秀男優賞（『ヴァージニア・ウルフなんかこわくない?』）[28]
- 第19回（2011年度） 読売演劇大賞 優秀男優賞（『大人は、かく戦えり』『国民の映画』）
- 第16回（2017年度） やましな栄誉賞[29][30]
- 第53回（2018年度） 紀伊國屋演劇賞（『夢の裂け目』『出口なし』『民衆の敵』）
- 第30回（2022年度） 読売演劇大賞 最優秀男優賞（『セールスマンの死』『女の一生』）[28][31]
- 第73回（2023年）芸術選奨文部科学大臣賞[32][33]
- 2024年 紫綬褒章[34][35]